# راي ناسيمنتو
راي ناسيمنتو هو لاعب كرة قدم برازيلي في مركز الهجوم، ولد في 18 مايو 1998 في ريو دي جانيرو في البرازيل. لعب مع ريال سرقسطة.

## وصلات خارجية
- راي ناسيمنتو على موقع قاعدة بيانات كرة القدم.إي يو (الإنجليزية)
- راي ناسيمنتو على موقع Soccerway.com (الإنجليزية)